# Guy Wirta
Guy Wirta foi o pseudônimo de Gabrielle Wiart-Bodart, ou Mme. Raymond Bodart, escritora francesa. Seus livros tinham forte influência católica.

## Obras principais
- Ninon Rose, 1923
- Le Mystère del’Hotel d’Ersane, 1924
- Le Roi Jack, 1924 (Gautier et Languereau)
- La Filleule de Monsieur Jean, 1931
- La Tragique Aventure de Lady Dane, 1934
- Nina Maria, 1934
- Le Champ de Fleurs, 1937
- L’Educatrice, 1938
- Une Tragédie à l'Ambassade, 1938
- La Dernière des Saventi, 1939
- La Perle Precieuse, (Maison de La Bonne Presse) 1941
- Roselle, 1941
- L’Hymne Interrompue, 1941
- Foulquette, 1941
- Le Fils de Christine, 1942
- Le Merveilleux Matin, 1942
- Nelly, 1943
- Mizaëlle, 1943
- Micheline d”Arjac, 1943
- La Fleur du Jardin Clos, 1944
- La Gloire Asservie, 1945
- Le Tourment, 1946
- L’Encensoir d’Or, 1946
- La Maison des Etchebaert, 1947
- Madame Doreine, 1947
- Le Fardeau, 1950
- Flavien, 1950
- La Robe d’Infante, 1951
- La Souveraine, 1951
- Le Captive Enchainee1954
- La Domination de l’Ange, 1955
- Le Temple Devaste, 1957
- Le Coup d’aile, 1958
- Le Seigneur et la Gitane, 1958

## Coleções
- A Coleção L’Arc-Em-Ciel foi lançada na França pela Maison de la bonne presse em 1937, e entre as obras se destacam algumas de Guy Wirta: Une tragédie à l'ambassade (volume 15, 1938), Le Fils de Christine (volume 41, 1942).

- A Coleção Étoilles foi lançada na França pela Maison de la bonne presse destinando-se a jovens mulheres. Entre as várias publicações, Guy Wirta se destaca com 3 obras: Mizaëlle (volume 3 da coleção, 1943), La Fleur du Jardin Clos (volume 13, 1944), L’Encensoir d’Or (1946) e L'Hymne Interrompue (volume 36, 1948),

- A Coleção Bijou foi lançada na França pela Maison de la bonne presse, e entre seus lançamentos estava Le Champ de Fleurs, 1937.

## Guy Wirta no Brasil
- Nina Rosa (Ninon Rose), volume 4, tradução Pepita de Leão, publicado em 1955 na Coleção Biblioteca das Moças, pela Companhia Editora Nacional.
- A Soberana (La Souveraine), tradução de Leontina Licinio Cardoso, publicado em 1956, volume 127 da Coleção Biblioteca das Moças, pela Companhia Editora Nacional.
- Amor Imortal, Coleção Primavera, Editora Minerva Ltda, Rio de Janeiro, 1947.